# Xian de Zhang
Pour les articles homonymes, voir Zhang.
Le xian de Zhang (漳县 ; pinyin : Zhāng Xiàn) est un district administratif de la province du Gansu en Chine. Il est placé sous la juridiction de la ville-préfecture de Dingxi.

## Démographie
La population du district était de 186 110 habitants en 1999.